# Hosahalli Palya, Bangalore North
Hosahalli Palya là một làng thuộc tehsil Bangalore North, huyện Bangalore Urban, bang Karnataka, Ấn Độ.